# Valentiny Ágoston
Valentiny Ágoston (Kalocsa, 1888. október 6. – Budapest, 1958. augusztus 21.) magyar ügyvéd, szociáldemokrata politikus, igazságügy-miniszter.

## Életpályája
Hatgyermekes munkáscsaládban született. Apja géplakatos, mozdonyvezető volt. Valentiny Ágoston a jogi tanulmányait Kolozsvárott végezte. 1919. január 1-jén lépett be az MSZDP-be. Az SZDP szegedi szervezete végrehajtó bizottságának 1919-től a tagja, majd 1923-tól az elnöke volt. A német megszállás alatt, 1944 elején internálták. Szeged „felszabadulása” (1944. október 11.) után a város polgármestere lett. Az Ideiglenes Nemzetgyűlés tagja volt annak 1944. december 22-ei alakulásától 1945. július 21-ei feloszlatásáig, ahol egyben a kormány igazságügy-minisztere is volt.
A kommunisták támadásai következtében az 1945-ös választást követően lemondásra kényszerült. Ezt követően Budapesten ügyvédi irodát nyitott. 1950-ben koholt vádak alapján letartóztatták és elítélték. 1955-ben egyéni kegyelem folytán szabadlábra helyezték. Halála után, 1962-ben rehabilitálták a Legfelsőbb Bíróság Katonai Kollégiumának ítéletével.